# 400 mètres haies masculin aux Jeux olympiques d'été de 1968
Navigation
Tokyo 1964 Munich 1972
L'épreuve du 400 mètres haies masculin aux Jeux olympiques de 1968 s'est déroulée du 13 au 15 octobre 1968 au Stade olympique universitaire de Mexico, au Mexique.  Elle est remportée par le Britannique David Hemery qui établit un nouveau record du monde en 48 s 1.

## Résultats

### Finale
| Rang               | Athlète                | Pays                 | Temps  | Notes |
| ------------------ | ---------------------- | -------------------- | ------ | ----- |
| Médaille d'or      | David Hemery           | Royaume-Uni          | 48 s 1 | WR    |
| Médaille d'argent  | Gerhard Hennige        | Allemagne de l'Ouest | 49 s 0 |       |
| Médaille de bronze | John Sherwood          | Royaume-Uni          | 49 s 0 |       |
| 4                  | Geoff Vanderstock      | États-Unis           | 49 s 0 |       |
| 5                  | Vyacheslav Skomorokhov | Union soviétique     | 49 s 1 |       |
| 6                  | Ron Whitney            | États-Unis           | 49 s 2 |       |
| 7                  | Rainer Schubert        | Allemagne de l'Ouest | 49 s 2 |       |
| 8                  | Roberto Frinolli       | Italie               | 50 s 1 |       |

### Demi-finales
1re demi-finale
| Rang | Athlète            | Pays                 | Temps | Note |
| ---- | ------------------ | -------------------- | ----- | ---- |
| 1    | Roberto Frinolli   | Italie               | 49.2  | Q    |
| 2    | Geoff Vanderstock  | États-Unis           | 49.2  | Q    |
| 3    | John Sherwood      | Royaume-Uni          | 49.3  | Q    |
| 4    | Rainer Schubert    | Allemagne de l'Ouest | 49.3  | Q    |
| 5    | Juan Carlos Dyrzka | Argentine            | 49.8  |      |
| 6    | Jaakko Tuominen    | Finlande             | 50.8  |      |
| 7    | John Cooper        | Royaume-Uni          | 50.8  |      |
| 8    | Víctor Maldonado   | Venezuela            | 52.2  |      |

2e demi-finale
| Rang | Athlète                | Pays                 | Temps | Note |
| ---- | ---------------------- | -------------------- | ----- | ---- |
| 1    | Gerhard Hennige        | Allemagne de l'Ouest | 49.1  | Q    |
| 2    | Ron Whitney            | États-Unis           | 49.2  | Q    |
| 3    | David Hemery           | Royaume-Uni          | 49.3  | Q    |
| 4    | Vyacheslav Skomorokhov | Union soviétique     | 49.6  | Q    |
| 5    | Gary Knoke             | Australie            | 49.6  |      |
| 6    | Robert Poirier         | France               | 51.2  |      |
| 7    | Roger Johnson          | Nouvelle-Zélande     | 51.8  |      |
| 8    | Mamadou Sarr           | Sénégal              | 52.1  |      |

## Légende
Records et Performances
- AR : Record continental (area record)
- CR : Record des championnats (championship record)
- MR : Record du meeting (meet record)
- NR : Record national (national record)
- OR : Record olympique (olympic record)
- PR : Record paralympique (paralympic record)
- PB : Record personnel (personal best)
- SB : Meilleure performance personnelle de la saison (season's best)
- WL : Meilleure performance mondiale de l'année (world leader)
- WJR : Record du monde junior (world junior record)
- WR : Record du monde (world record)

Circonstances et Conditions
- DNF : N'a pas terminé (did not finish)
- DNS : N'a pas pris le départ (did not start)
- DQ : Disqualification (disqualification)
- NM : Aucun essai valable enregistré (No Mark)
- Q : Qualifié « directement » au prochain tour (ou à la prochaine compétition), lors d'une compétition majeure, grâce au classement ou à la réalisation des minima (automatic qualifier)
- q : Qualifié au prochain tour (ou à la prochaine compétition), lors d'une compétition majeure, grâce au repêchage ou à la réalisation de l'une des meilleures performances parmi celles des « non qualifiés directement » (grâce au meilleur temps ou à la meilleure distance par exemple) (secondary qualifier)